# Ganlea
Ganlea — викопний примат із центральної М'янми. Його вік становить приблизно 38 мільйонів років, він жив у епоху пізнього еоцену. Ganlea належить до групи антропоїдів і входить до родини Amphipithecidae. Він старший, ніж будь-який інший відомий антропоїд з Африки, і є другим найдавнішим з відомих в Азії. Його останки складаються із зубів і щелепних кісток, що належать 10-15 особам, знайденим поблизу міста Баган у центральній частині країни.
Філогенетичний аналіз, проведений після опису Ganlea, свідчить про те, що амфіпітециди тісно пов'язані з мавпами Нового Світу (Platyrrhini) і вимерлими пропліопітецидами. Це міцно поміщає його в Haplorrhini. Darwinius, примат, нещодавно описав і швидко заявив про перехідну скам'янілість, яка має велике значення для предків людини, є членом Adapiformes, які нещодавно розглядалися як перехідна група між Strepsirrhini та Haplorrhini.
Через його вік Ганлею називають відсутньою ланкою, яка відносить походження всіх антропоїдів (включаючи людей) до Азії, а не до Африки, як вважалося раніше. Проте були підняті сумніви щодо того, що він є предком усіх інших антропоїдів. Інші вимерлі примати, такі як Eosimias, здається, є більш базальними представниками, ніж Ganlea.